# Spannkopf

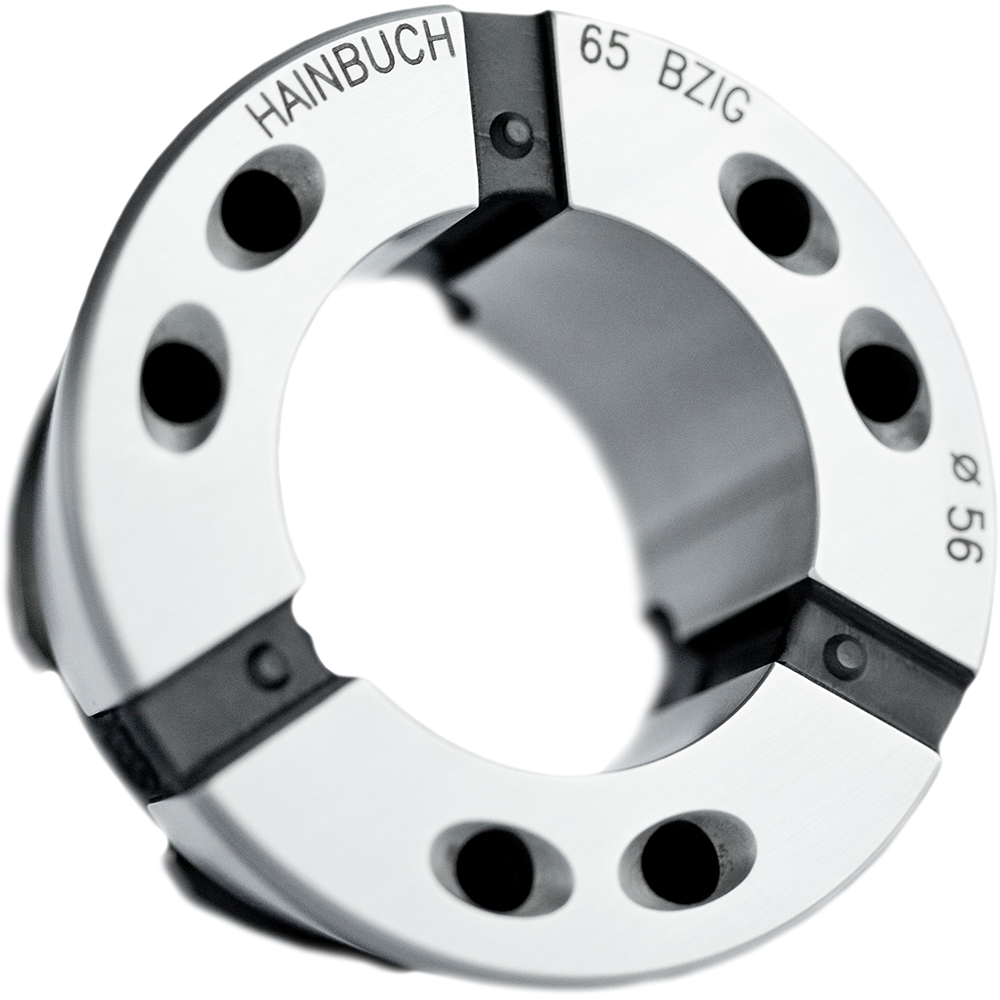
Spannkopf mit runder Spanngeometrie

Ein Spannkopf ist das Spannelement, das das Werkstück berührt. Ein Spannkopf kommt bei der Außenspannung zur Verwendung. Der Spannkopf wird beim Spannen in den Kegel des Spannfutters gezogen. Hierdurch wird der Spanndurchmesser im Spannkopf kleiner und spannt das Werkstück. 
Die Firma Hainbuch GmbH aus Marbach brachte 1977 ein patentiertes Verfahren zur Herstellung vulkanisierter Spannmittel auf den Markt. Hierbei werden einzelne Spannbacken durch Heißvulkanisierung zusammengesetzt. Die Spanngeometrie des Spannkopfes kann sowohl rund als auch sechseckig sein. Die Kombination aus Einsatzstahl und Gummi ermöglicht die Spannbewegung und hält das Werkstück. Durch die Kombination aus Spannelementen und Gummi muss sich der Spannkopf nicht wie bei einer Spannzange verbiegen. Dadurch spannt der Spannkopf auf der gesamten Spannlänge mit der gleichen Kraft. Spannmittel mit Spannköpfen sind genauer als Backenfutter, da sie nach dem Wechsel nicht ausgedreht werden müssen. Der vulkanisierte Gummi dient auch als Schmutzabdichtung.